# Fàbrica Balcells (Manresa)
La Fàbrica Balcells és un edifici del municipi de Manresa (Bages) protegida com a bé cultural d'interès local. Des del 2006 allotja el Conservatori de Música.

## Descripció
Es tracta d'un edifici industrial amb tres façanes al carrer i una mitgera, de planta quadrada amb baixos i quatre pisos d'alçada. Escala principal amb ascensor situada en un vèrtex on s'aixeca una torratxa. Les quatre façanes són iguals, amb composició de grans obertures segons eixos ortogonals. Remat amb cornisa amb tortugada. Té una xemeneia adossada a una de les façanes que s'enlaira per damunt de la cornisa. Interior original format de grans espais suportats per columnes de ferro amb sostres alts.
Es considera la primera mostra a Manresa de la tipologia industrial anglesa, caracteritzada per la repetició molt regular de les obertures i un desenvolupament vertical. Les façanes són de composició simètrica, amb amplis finestrals que permeten la il·luminació interior, i amb els murs obrats amb pedra i arrebossat formant franges. Les finestres estan decorades amb maó arrebossat, amb una funció decorativa, però austera. Arrebossat sobre la fusteria original. La planta és diàfana, amb un nucli vertical d'accés, que sobresurt clarament de l'edifici en forma de torre. L'estructura és de pilars de fosa i bigueta metàl·lica.

## Història
El projecte és obra de Pere Samsó i Heras i data del 1890. Va ser reformat els anys 1997-2000 per Eduard Fenoy & Associats i 2000-2002 per Anton Baraut, Cesc Camps, Eduard Fenoy i Joan Mateu. Malgrat els canvis, l'edifici manté la seva estètica industrial i, gràcies a l'enderroc de diverses edificacions properes, ha guanyat molta presència i bellesa.